# San-Chōme no Yūhi
San-Chōme no Yūhi Yūyake no Uta (三丁目の夕日 夕焼けの詩 San-Chōme no Yūhi Yūyake no Uta) là một manga Nhật Bản của Saigan Ryōhei. Vào năm 2015, 63 tập manga đã được phát hành. Tác phẩm cũng đã có một short-live anime từ 1990 đến 1991 và ba phim Always Sanchōme no Yūhi, Always Zoku Sanchōme no Yūhi và Always Sanchōme no Yūhi '64, dựa trên cốt truyện từ manga.Tác phẩm nhận được Giải manga Shogakukan lần thứ 27.